# Pablo Ibáñez
Pablo Ibáñez Tebar (Madrigueras, 3 augustus 1981) is een Spaans profvoetballer. De verdediger tekende in 2010 een driejarig contract bij West Bromwich Albion FC. In 2004 debuteerde hij in het Spaans voetbalelftal.

## Clubvoetbal
Ibáñez kwam in 1997 bij de jeugdelftallen van Albacete Balompié terecht. In het seizoen 2002/03 maakte hij zijn entree in het eerste elftal. In de zomer van 2004 vertrok Ibáñez samen met trainer César Ferrando van Albacete naar Atlético Madrid. De speler was in tegenstelling tot zijn trainer erg succesvol in Madrid en werkte zich op tot in het Spaans voetbalelftal.
Vlak na het Wereldkampioenschap voetbal 2006 werd door Juan Palacios, een presidentskandidaat voor de presidentsverkiezingen van Real Madrid, naar buiten gebracht dat de speler een voorcontract zou hebben getekend bij deze Spaanse topclub.
Het bestuur van Atlético Madrid sprak van een schande, omdat Real Madrid op deze manier een gentlemen's agreement zou hebben geschonden om elkaars topspelers niet zomaar te benaderen. Ook de speler moest het ontgelden. Eén en ander werd gecompliceerder toen Juan Palacios de presidentsverkiezingen verloor en de speler een transfer kon vergeten. In een persconferentie bood Pablo publiekelijk zijn excuses aan aan het bestuur en de fans. Desondanks werd dit niet vergeten en kreeg de verdediger in zijn eerste thuiswedstrijd van het seizoen 2006/07 een fluitconcert over zich heen. De speler speelt dit seizoen niet zo sterk als voorheen en heeft, ook mede door een blessure, verscheidene keren op de bank gezeten.

## Nationaal elftal
Ibáñez debuteerde op 17 november 2004 in het Spaans nationaal elftal tijdens het oefenduel tegen Engeland. In 2006 behoorde de verdediger tot de Spaanse selectie voor het WK.

## Clubstatistieken
| seizoen | club                 | land              | competitie         | duels | goals |
| ------- | -------------------- | ----------------- | ------------------ | ----- | ----- |
| 2002/03 | Albacete Balompié    | Vlag van Spanje   | Segunda División A | 38    | 1     |
| 2003/04 | Albacete Balompié    | Vlag van Spanje   | Primera División   | 35    | 1     |
| 2004/05 | Atlético de Madrid   | Vlag van Spanje   | Primera División   | 35    | 3     |
| 2005/06 | Atlético de Madrid   | Vlag van Spanje   | Primera División   | 35    | 2     |
| 2006/07 | Atlético de Madrid   | Vlag van Spanje   | Primera División   | 24    | 2     |
| 2007/08 | Atlético de Madrid   | Vlag van Spanje   | Primera División   | 34    | 1     |
| 2008/09 | Atlético de Madrid   | Vlag van Spanje   | Primera División   | 21    | 1     |
| 2009/10 | Atlético de Madrid   | Vlag van Spanje   | Primera División   | 7     | 0     |
| 2010/11 | West Bromwich Albion | Vlag van Engeland | Premier League     | 10    | 1     |
| 2011/12 | Birmingham City      | Vlag van Engeland | The Championship   | 13    | 0     |
| 2012/13 | Birmingham City      | Vlag van Engeland | The Championship   | 6     | 0     |
| Totaal  | Totaal               | Totaal            | Totaal             | 259   | 12    |

1 Casillas ·
2 Salgado ·
3 Pernía ·
4 Marchena ·
5 Puyol ·
6 Albelda ·
7 Raúl  ·
8 Xavi ·
9 Torres ·
10 Reyes ·
11 García ·
12 López ·
13 Iniesta ·
14 Alonso ·
15 Ramos ·
16 Senna ·
17 Joaquín ·
18 Fàbregas ·
19 Cañizares ·
20 Juanito ·
21 Villa ·
22 Ibáñez ·
23 Reina ·
Coach: Aragonés